# Emagic
Emagic war ein bedeutender unabhängiger Hersteller von Hard- und Software zur Musikproduktion mit Sitz in Rellingen bei Hamburg.
Gegründet wurde die Emagic Soft- und Hardware GmbH im September 1992 von Sven Junge (Geschäftsführer), der damals noch Kindel hieß, Chris Adam (Geschäftsführer Entwicklung) und Gerhard Lengeling (Entwicklungsleiter). Zuvor hatten Lengeling und Adam beim Unternehmen C-LAB die Programme Scoretrack und Supertrack für den Commodore 64 entwickelt, und dann Creator und Notator SL für den Atari ST. Unter der neuen Firma brachten sie 1993 Notator Logic für Atari ST und Mac heraus, später auch für Microsoft Windows. Der Produktname wurde schließlich verkürzt zu Logic.
1994 wurde in Grass Valley (Kalifornien) das amerikanische Tochterunternehmen Emagic Inc. gegründet.
Am 1. Juli 2002 wurde Emagic von Apple Computer übernommen. Die Entwicklung der Produktversionen für Microsoft Windows wurde kurz danach eingestellt. Seitdem wird Logic nur noch für Apple Macintosh weitergeführt. Die Hardware-Entwicklung wurde nahezu aufgegeben. Fast alle angebotenen Software-Instrumente wurden in Logic direkt integriert, wodurch sich die Anzahl der Softwareprodukte drastisch reduzierte auf Logic Pro für professionelle Anwender und Logic Express für Anwender, die nicht alle professionellen Funktionen brauchen. Ab Version 7 (2004) ist der Markenname Emagic durch Apple ersetzt worden. Beide Programmvarianten sind kompatibel zu GarageBand, Apples Musiksoftware für Einsteiger.

## Mitarbeiter
Auf dem Höhepunkt beschäftigte Emagic über 90 Angestellte, von denen etwa ein Drittel hochqualifizierte Entwicklungsingenieure waren. Einige entscheidende Persönlichkeiten waren:
- Michael Haydn, der bereits für C-LAB Editor/Librarian-Software entwickelt hatte (Explorer 32, PolyFrame). Er folgte Lengeling und Adam mit dem angegliederten PolyFrame-Entwicklerteam zu Emagic und war für SoundSurfer und SoundDiver verantwortlich.
- Der DSP-Experte Steffan Diedrichsen hat seit 1998 praktisch alle Logic-Plug-Ins entwickelt, auch den Software-Synthesizer ES1 und das E-Piano EVP88. Diese wurden zunächst auch einzeln vertrieben.
- Unter der Federführung der Vertriebsexperten Ruthven Martinus und John F. Voss wuchs das Unternehmen rasant zu einer festen und wichtigen Größe in der internationalen Musikindustrie, bevor es von Apple Inc. übernommen wurde. Richard Moisan leitete das Tochterunternehmen Emagic Incorporated in den Vereinigten Staaten von Amerika; Nikolaus Brocke war Marketingleiter.

Nach der Übernahme durch Apple Inc. waren Richard Moisan, Ruthven Martinus und John F. Voss Teil des vom Apple Management beauftragten Teams zur Integration der Emagic GmbH und Emagic Inc. in den Konzern Apple.

## Bekannte Produkte
- Logic Fun, Logic Audio (Pro ISIS), Logic Silver, Logic Gold, Logic Platinum (Sequenzer)
- EXS24 mk II (Sampler)
- ES1, ES2 (Synthesizer)
- EVP88 (E-Piano)
- EVB3 (Hammond-Orgel)
- EVD6 (Hohner-Clavinet)
- EVOC20 (Vocoder)
- SoundSurfer/SoundDiver (Universal MIDI Sound Editor/Librarian)
- WaveBurner Pro (CD-Brenn- und Masteringsoftware)
- Audiowerk (PCI-Audiokarte)
- A26, A62 m (USB Audio-/MIDI-Interfaces)
- Unitor8, AMT8, MT4 (MIDI-Interfaces/Patchbays)